# Campionati europei di tuffi 2015 - Trampolino 3 metri sincro femminile
La gara dei tuffi dal trampolino 3 metri sincro maschile dei campionati europei di tuffi 2015 si è svolta presso la  Piscina Nettuno di Rostock in Germania e vi hanno preso parte 9 coppie atlete, provenienti da altrettante nazioni.

## Medaglie
| Posizione | Atleti                            | Paese    |
| --------- | --------------------------------- | -------- |
| Oro       | Tania Cagnotto Francesca Dallapé  | Italia   |
| Argento   | Tina Punzel Nora Subschinski      | Germania |
| Bronzo    | Nadezhda Bazhina Kristina Ilinykh | Russia   |

## Risultati
| Class   | Tuffatori                         | Nazionalità | Qualificazione | Qualificazione | Finale | Finale |
| Class   | Tuffatori                         | Nazionalità | Punti          | Class          | Punti  | Class  |
| ------- | --------------------------------- | ----------- | -------------- | -------------- | ------ | ------ |
| Oro     | Tania Cagnotto Francesca Dallapé  | Italia      | 308,49         | 1              | 313,08 | 1      |
| Argento | Tina Punzel Nora Subschinski      | Germania    | 297,30         | 3              | 302,70 | 2      |
| Bronzo  | Nadezhda Bazhina Kristina Ilinykh | Russia      | 300,30         | 2              | 298,50 | 3      |
| 4       | Hanna Pysmenska Olena Fedorova    | Ucraina     | 280,20         | 4              | 290,10 | 4      |
| 5       | Inge Jansen Uschi Freitag         | Paesi Bassi | 279,00         | 5              | 282,00 | 5      |
| 6       | Iira Laatunen Taina Karvonen      | Finlandia   | 239,94         | 7              | 265,32 | 6      |
| 7       | Villő Kormos Flóra Gondos         | Ungheria    | 269,94         | 6              | 255,93 | 7      |